# 土浦市立都和中学校
土浦市立都和中学校 (つちうらしりつ つわちゅうがっこう)は、茨城県土浦市にある公立中学校。

## 歴史
1947年(昭和22年)に都和村立都和中学校として開校。
1949年(昭和24年)4月に土浦市立真鍋中学校と合併。その後、土浦市立土浦第二中学校へ改称。
1984年(昭和59年)4月に分離し、土浦市立都和中学校として開校。

## 学校行事
- 体育祭
- 合唱コンクール
- 宿泊学習(1年)
- 校外学習(2年)
- 修学旅行(3年)

## 部活動
- 野球部
- サッカー部
- 男女ソフトテニス部
- 男女バレーボール部
- 男女バスケットボール部
- 男女卓球部
- 剣道部
- 水泳部
- 音楽部
- 美術部

## 学区

### 都和小
- 並木五丁目
- 都和二丁目,三丁目
- 板谷一丁目,二丁目,三丁目,四丁目,五丁目,六丁目,七丁目の一部
- 中貫
- 中都町一丁目,二丁目,三丁目,四丁目
- 笠師町
- 東中貫町
- 今泉
- 小山崎
- 粟野町
- 紫ケ丘

### 都和南小
- 並木一丁目，二丁目，三丁目，四丁目
- 東並木町
- 西並木町
- 常名の一部
- 都和一丁目，四丁目

## 進学前小学校
- 土浦市立都和小学校
- 土浦市立都和南小学校